# Mètre par seconde cube
Le mètre par seconde cube, de symbole m s−3 ou m/s3, est l'unité dérivée d'à-coup (jerk) du Système international.

## Définition
Cette unité mesure l'à-coup (variation temporelle de l'accélération) d'un mobile animé d'un mouvement à accélération variant uniformément, dont l'accélération varie, en une seconde, d'un mètre par seconde carrée.